# Катока
Катока (англ. Catoca diamond mine) — алмазний рудник в Анголі. За розмірами — четвертий у світі.
У 2002 році тут видобуто алмазів на 180 млн доларів. Здійснюється друга фаза розвитку рудника, яка дозволить добувати на ньому щорічно алмазів на 350 млн дол.